# Robertsdale
Robertsdale – miasto w Stanach Zjednoczonych, w stanie Alabama, w hrabstwie Baldwin. Według danych na rok 2020 miejscowość zamieszkiwało 6708 osób, a gęstość zaludnienia wyniosła 374,56 os./km².

## Geografia
Robertsdale ma łączną powierzchnię 17,94 km², w tym 17,91 km² stanowi ląd, a 0,03 km² stanowią wody. Miejscowość jest położona 45 m n.p.m..

### Klimat
Średnia temperatura wynosi +18 °C. Najcieplejszym miesiącem jest czerwiec (+24 °C), a najzimniejszym miesiącem jest styczeń (+9 °C). Średnie opady wynoszą 1855 mm rocznie. Najbardziej wilgotnym miesiącem jest luty (237 mm opadów), a najbardziej suchym miesiącem jest październik (58 mm opadów).

## Demografia

### Spis powszechny z 2010 roku
W 2010 roku Robertsdale zamieszkiwało 5276 osób, a gęstość zaludnienia wyniosła 374 os./km². Miasto liczyło wówczas 1951 gospodarstw domowych, w których mieszkało 1392 rodziny. Większość mieszkańców (85,3%) stanowili biali, natomiast 5,4% mieszkańców stanowili przedstawiciele rasy czarnej. Pozostałe 9,3% mieszkańców stanowili Azjaci (0,5%), Latynosi (6,2%), przedstawiciele rdzennej ludności (0,8%) oraz pozostałe 1,8% inne rasy człowieka.

### Spis powszechny z 2020 roku
Według danych na rok 2020 Robertsdale liczyło 2703 gospodarstwa domowe, w których mieszkało 2317 rodzin. Większość mieszkańców (78,5%) stanowili biali, natomiast 7,6% mieszkańców stanowili przedstawiciele rasy czarnej. Pozostałe 13,9% mieszkańców stanowili Azjaci (0,9%), Latynosi (7,5%), przedstawiciele rdzennej ludności (0,5%) oraz 5% pozostałe rasy człowieka.
Historyczna populacja:
| Rok        | 1930 | 1940   | 1950   | 1960   | 1970 | 1980 | 1990  | 2000   | 2010   | 2020   |
| ---------- | ---- | ------ | ------ | ------ | ---- | ---- | ----- | ------ | ------ | ------ |
| Ludność    | 678  | 779    | 1128   | 1474   | 2078 | 2306 | 2401  | 3782   | 5276   | 6708   |
| Zmiana w % |      | +14,9% | +44,8% | +30,7% | +41% | +11% | +4,1% | +57,5% | +39,5% | +27,1% |